# 伊格爾河
伊格爾河（英語：Eagle River）是科羅拉多河的一條支流，長約60.5英里（97.4公里），位於美國科羅拉多州中西部。
伊格爾河發源於伊格爾郡東南部，向西北流經吉爾曼、明特恩、雅芳。在沃爾科特附近，它轉向西流經伊格爾和吉普瑟姆，並在伊格爾西部的多塞羅匯入科羅拉多河。
廢棄的鷹礦之酸性礦井排水已流入伊格爾河。